# Frieze (rivista)
frieze è una rivista d'arte internazionale in lingua inglese.

## Pubblicazione
frieze esce otto volte l'anno ed è situata a Londra. Vi sono pubblicati saggi, recensioni di mostre da scrittori, critici d´arte e curatori. Nella rivista compaiono anche delle recensioni musicali, progetti d´artista, interviste su temi di design e architettura.

## Storia
frieze venne fondata nel 1991 da Amanda Sharp and Matthew Slotover insieme all'artista Tom Gidley.

## Redattori
- Jennifer Higgie (London-based co-editor)
- Jörg Heiser (Berlin-based co-editor)
- Dan Fox (associate editor)
- Christy Lange (associate editor)
- Sam Thorne (associate editor)
- Paul Teasdale (editorial assistant)

## Contributing Editors
- Dominic Eichler
- Carol Yinghua Lu
- Tom Morton
- Polly Staple
- Jan Verwoert